# Villukuri
Villukuri è una suddivisione dell'India, classificata come town panchayat, di 13.397 abitanti, situata nel distretto di Kanyakumari, nello stato federato del Tamil Nadu. In base al numero di abitanti la città rientra nella classe IV (da 10.000 a 19.999 persone).

## Geografia fisica
La città è situata a 08° 14' 02 N e 77° 22' 14 E.

## Società

### Evoluzione demografica
Al censimento del 2001 la popolazione di Villukuri assommava a 13.397 persone, delle quali 6.623 maschi e 6.774 femmine. I bambini di età inferiore o uguale ai sei anni assommavano a 1.264, dei quali 648 maschi e 616 femmine. Infine, coloro che erano in grado di saper almeno leggere e scrivere erano 10.267, dei quali 5.282 maschi e 4.985 femmine.